# Гладков, Вячеслав Владимирович
Вячесла́в Влади́мирович Гладко́в (род. 15 января 1969, Кучки, Пензенская область) — российский государственный и политический деятель. Губернатор Белгородской области с 27 сентября 2021 (врио 18 ноября 2020 — 27 сентября 2021). Секретарь Белгородского регионального отделения партии «Единая Россия» с 25 марта 2022 года. Член Государственного совета Российской Федерации с 16 ноября 2021 года.
Заместитель губернатора города Севастополя (28 июля 2016 — 16 апреля 2018). Заместитель председателя правительства Ставропольского края — руководитель аппарата правительства (13 июня 2018 — 18 ноября 2020).

## Биография
Вячеслав Гладков родился 15 января 1969 года в селе Кучки, Пензенской области.
Через несколько лет семья переехала в Пензу. Первый класс учился в общеобразовательной школе № 16 города Пензы. Со второго класса учился в школе закрытого города Пенза-19 (ныне ЗАТО Заречный).
После окончания школы поступил в Ленинградское высшее военное инженерное училище связи им. Ленсовета. Однако обучение не окончил. После отчисления Гладков был призван на срочную службу в армию. Проходил службу сначала в войсках связи, затем в автомобильных войсках, в воинских частях на территории Московской и Ленинградской областей.
После окончания службы поступил Санкт-Петербургский университет экономики и финансов. В 1996 году окончил университет по специальности «экономист». Также получил дополнительное образование в Пензенском государственном университете по специальности «муниципальное управление».

### Работа в Пензенской области
Трудовую деятельность начал в 1997 году в ОАО «Пензенское управление строительства». Сначала в качестве экономиста по договорной и претензионной работе, но в тот же год был назначен руководителем финансовой группы централизованной бухгалтерии.
В 2000 году перешёл на государственную службу и последующие 16 лет проработал в администрации города Заречный Пензенской области. Сначала работал в должности заместителя начальника, а затем — начальника экономического отдела по экономике и развитию рыночных отношений. С 2002 по 2005 год был заместителем главы администрации Заречного по экономике и развитию предпринимательства, а с 2005 по 2009 год — первым заместителем главы администрации.
30 октября 2008 года вступил в партию «Единая Россия». В тот же год на конкурсе муниципальных образований, проводившемся Минрегионразвития, стал одним из победителей в номинации «Лучший муниципальный служащий».

### Глава ЗАТО Заречный
С 24 апреля 2009 по 23 сентября 2016 года — глава города Заречный.
В 2012 году завершил обучение в магистратуре РАНХиГС по специальности «магистр менеджмента». В апреле 2012 года в Грозненском государственном нефтяном техническом университете им. академика М. Д. Миллионщикова защитил диссертацию по специальности «Экономика и управление народным хозяйством» на тему «Формирование и развитие региональных сельскохозяйственных кооперативных рынков (на материалах Пензенской области)». Кандидат экономических наук.
Осенью 2015 года стало известно о подготовке проекта указа президента РФ о снятии с 1 января 2016 года статуса закрытого административно-территориального образования с шести городов, в том числе и с «города атомщиков» Заречного. Гладков тогда заявил, что «этого категорически делать нельзя», и в конечном счёте сумел пролоббировать сохранение статуса ЗАТО со всеми его льготами.

### В правительстве Севастополя
С сентября 2016 по конец марта 2018 года Вячеслав Гладков работал в должности заместителя губернатора Севастополя Дмитрия Овсянникова по внутренней политике. По данным источников «Коммерсанта», Гладков был направлен в Севастополь для решения двух задач: избрать Дмитрия Овсянникова (на тот момент врио, избран на прямых выборах в сентябре 2017 года) и провести выборы президента (Владимир Путин получил 90,19 % при явке чуть выше 70 %). Сразу после успешной президентской кампании Вячеслав Гладков хотел уволиться по собственному желанию, но остался в должности до июня 2018 года, пока ему не подыскали замену.

### В правительстве Ставропольского края
13 июня 2018 года губернатор Ставропольского края Владимир Владимиров назначил Вячеслава Гладкова своим зампредом краевого правительства по внутренней политике, одновременно Гладков был назначен руководителем аппарата правительства Ставропольского края.
В сентябре 2019 года на выборах Владимир Владимиров был переизбран губернатором, после чего сформировал новое правительство. Вячеслав Гладков сохранил свои позиции и остался на посту заместителя председателя правительства Ставропольского края — руководителя аппарата. Во время работы на Ставрополье был членом президиума Ставропольского регионального политического совета партии «Единая Россия».
С июня 2019 по апрель 2020 года прошёл обучение в третьем потоке программы подготовки кадрового управленческого резерва государственной службы, так называемой «школы губернаторов». По окончании программы участвовал во встрече с президентом Владимиром Путиным в режиме видеоконференции.

## Губернатор Белгородской области
18 ноября 2020 года Указом Президента России Владимира Путина Вячеслав Гладков назначен временно исполняющим обязанности губернатора Белгородской области до вступления в должность лица, избранного главой региона. Губернаторские выборы назначены на ближайший единый день голосования — 19 сентября 2021 года. На этом посту он сменил Дениса Буцаева, временно исполнявшего обязанности губернатора по должности с 22 сентября по 18 ноября 2020 года, после ухода в отставку по собственному желанию Евгения Савченко, руководившего Белгородской областью почти 27 лет. После назначения Вячеслав Гладков заявил, что «пока приехал один» и «ждать кадровой революции не надо», назвав первоочередными задачами борьбу с коронавирусом, повышение доходов белгородцев и выполнение национальных проектов.
На состоявшихся 19 сентября 2021 года выборах губернатора как кандидат от партия «Единая Россия» победил с результатом 78,79 %. Вступил в должность губернатора 27 сентября того же года. В тот же день вновь назначил в Совет Федерации 92-летнего Николая Рыжкова.
24 февраля 2023 года стало известно о госпитализации Гладкова с отравлением.

## Семья
Женат, четверо детей и одна внучка.

## Доходы и собственность
Сумма декларированного дохода за 2019 год составила 3 млн 427 тысяч рублей, супруги — 1 млн 707 тысяч рублей.
Сумма декларированного дохода за 2020 год составила 3 млн 766 тысяч рублей, супруги — 1 млн 717 тысяч рублей .

## Награды
- Медаль «За заслуги в развитии жилищно-коммунального хозяйства России» (2003)[3].
- Почётные грамоты губернатора Пензенской области, министерства регионального развития Российской Федерации, МВД и ряда других ведомств[3].
- Медаль «За укрепление боевого содружества» (Минобороны России)[24].
- Вячеслав Гладков получил звание «Губернатор года» на политической премии РАСО «Гамбургский счёт». Премию учредила Российская ассоциациация по связям с общественностью в 2016 году. Её присуждают политикам, партиям, политическим группам, которые продемонтировали результативность, технологичность и креативность. Гладков обошёл глав ЯНАО Дмитрия Артюхова, Ростовской области Василия Голубева, Вологодской области Олега Кувшинникова и Приморского края Олега Кожемяко (2022).
- Орден Мужества (2 мая 2024) — за мужество и самоотверженность, проявленные при исполнении профессионального долга[25].

## Санкции
15 декабря 2022 года, на фоне вторжения России на Украину, внесён в санкционный список США за «призыв граждан на войну в ответ на недавний российский приказ о мобилизации». 
30 ноября 2022 года внесён в санкции Великобритании из-за того, что «принимал участие в частичной мобилизации военных резервистов в Белгородской области и, следовательно, в политике и действиях, которые дестабилизируют Украину».
23 февраля 2024 года внесён в санкционный список стран Евросоюза:

На посту губернатора Вячеслав Гладков воспользовался поправками президента Владимира Путина к административному законодательству, которые дают ему возможность оставаться у власти ещё несколько лет. Вячеслав Гладков причастен к незаконной депортации украинских детей в Белгородскую область. За время агрессивной войны в Украине Россия перевезла в Белгородскую область множество украинских граждан. Вячеслав Гладков является одним из ключевых лиц, причастных к насильственной депортации украинских детей в Россию и их последующему незаконному усыновлению российскими семьями— «Официальный журнал Европейского союза», Брюссель, 23 февраля 2024 года
По аналогичным основаниям находится под санкциями Украины, Австралии и Новой Зеландии.